# Open d'Égypte de tennis de table
L'Open d'Égypte ITTF est une étape du Pro-tour de tennis de table organisée par la fédération internationale de tennis de table. 
L'édition 2010 s'est déroulée du 7 au 11 juillet 2010 au Caire, et a vu la victoire chez les messieurs de l'indien Sharath Kamal Achanta. À noter le quart de finale atteint par Adrien Mattenet et Abdel-Kader Salifou, qui atteint aussi la finale du double.

## Palmarès

### Senior
| année | simple messieurs    | double messieurs             | simple dames  | double dames              |
| ----- | ------------------- | ---------------------------- | ------------- | ------------------------- |
| 2013  | Abdel-Kader Salifou | non disputé                  | Maria Dolgikh | non disputé               |
| 2012  | Vasily Lakeev       | non disputé                  | Sara Ramirez  | non disputé               |
| 2010  | Sharath Kamal       | Jiang Tianyi/Leung Chu Yan   | Yuka Ishigaki | Sayaka Hirano/Reiko Hiura |
| 2004  | Ryu Seung-min       | Lee Chul-seung/Ryu Seung-min | Lee Eun-sil   | Lee Eun-sil/Suk Eun-mi    |
| 2002  | Wang Hao            | Li Ching/Ko Lai Chak         | Li Nan        | Jiang Huajun/ Li Nan      |

### Moins de 21 ans
| année | simple messieurs      | simple dames       |
| ----- | --------------------- | ------------------ |
| 2013  | Julien Indeherberg    | Dina Meshref       |
| 2012  | Sathiyan Gnanasekaran | Nadeen El-Dawlatly |
| 2010  | Ahmet Li              | Elizabeta Samara   |
| 2004  | Lubomir Pistej        | Nikoleta Stefanova |